# Comcast
Die Comcast Corporation ist der größte Kabelnetzbetreiber, nach AT&T der zweitgrößte Internetdiensteanbieter und nach AT&T und Verizon Communications die drittgrößte Telefongesellschaft in den USA. 2023 wurde Comcast von Forbes als weltweit größtes Medienunternehmen eingestuft. Stand 2024 bietet Comcast seine Dienstleistungen in 35 Bundesstaaten sowie dem District of Columbia an. 2018 übernahm Comcast auch den zweitgrößten europäischen Medienkonzern Sky Limited. Der Sitz von Comcast ist in Philadelphia (Pennsylvania, USA) im Comcast Center. Außerdem ist Comcast der Eigentümer des Medienunternehmens NBCUniversal.
Bei den Forbes Global 2000 belegte Comcast im Jahr 2023 Platz 51.

## Geschichte

### American Cable Systems Inc.
Am 28. Juni 1963 wurde die American Cable Systems Inc. von Ralph J. Roberts, Daniel Aaron und Julian A. Brodsky in Tupelo (Mississippi) gegründet. American Cable Systems Inc. übernahm die Community Antenna Television Services (CATV) von der Jerrold Electronics Company. Das Unternehmen war einer der wenigen Anbieter in den Vereinigten Staaten, das im ländlichen Raum Kabelfernsehen anbot. In den folgenden Jahren wurde eine Reihe weiterer Franchises im östlichen Mississippi übernommen. Mit der Übernahme der Westmoreland cable system erweiterte American Cable Systems sein Einzugsgebiet auf das westliche Pennsylvania. Für den Aufbau von Kabelsystemen in Sarasota und Venice, beide in Florida, wurde 1966 ein Joint Venture mit der Philadelphia Bulletin gegründet.

### Comcast Inc.
Da sich der Name American Cable Systems Inc. zu statisch anhört und nicht nach einem schnell wachsenden Unternehmen klang, suchte Ralph J. Roberts einen passenden neuen Namen. Diesen fand er in dem Kofferwort Comcast, zusammengesetzt aus den beiden Wörtern Communication und Broadcast. Am 5. März 1969 wurde in Philadelphia die Comcast Corporation neu gegründet. Der Sitz des Unternehmens wurde nach Bala Cynwyd verlegt.

### Group W Cable

Logo verwendet von 2013 bis 2024

Die erste größere Übernahme, gemeinsam mit Century Communications Corp., American Television & Communications Corp. (Tochterunternehmen der Time Inc.) und der Tele-Communications Inc. (TCI, Tochterunternehmen von AT&T), war die Kabelfernsehsparte Group W Cable von Westinghouse Electric Corp. im Jahr 1986 für 1,7 Milliarden US-Dollar. Der Übernahme war ein Bieterverfahren vorgeschaltet, bei dem man hoffte, zwischen 2,4 Milliarden US-Dollar und 2,8 Milliarden US-Dollar für Group W Cable zu erzielen. Group W Cable hatte eine Reichweite von 2,1 Millionen Nutzern. Die Kabelfernsehsender in Chicago und die Group W Satellite waren von der Übernahme nicht betroffen. Comcast hatte an diesem Konsortium eine Beteiligung von 25 %. Group W Cable wurde zum 9. Oktober 1986 aufgelöst. Mit dem Vollzug der Übernahme wuchs die Zahl der Comcast-Kunden auf über eine Million.

### American Cellular Network Corp.
Am 11. Februar 1988 gab Comcast bekannt, American Cellular Network Corp. für 230 Millionen US-Dollar zu übernehmen. American Cellular Networks betrieb Mobilfunknetze in New Jersey, Delaware und Maryland. Dies war der Einstieg von Comcast in den Mobilfunk-Bereich. 1991 erwarb American Cellular Network von der Metromedia Company die Mobilfunkaktivitäten im Bereich Philadelphia.

### Storer Communications Inc.
1987, knapp zwei Jahre nach der Übernahme der Group W Cable, versuchte Comcast, gemeinsam mit American Television & Communications Corp. (TCI) und Taft Cable Partners (Joint Venture von TCI und dem Investor Robert M. Bass), die SCI Holdings Inc. (vormals Storer Communications Inc. im Besitz von KKR) für 2,9 Milliarden US-Dollar zu übernehmen. SCI Holdings Inc. hatte 1,4 Millionen Nutzer. Wegen interner Differenzen zwischen den Partnern wurde die Übernahme abgesagt.
Im April 1988 boten Comcast und TCI für SCI Holdings Inc. 1,55 Milliarden US-Dollar.

### QVC
1995 übernahm Comcast zusammen mit TCI (über die Tochter Liberty Media) für 200 Millionen US-Dollar die restlichen Anteile an dem Verkaufssender QVC von Time Warner. Somit war Comcast mit 57,4 % und TCI mit 42,6 % an QVC beteiligt. Die unternehmerische Führung wurde von Comcast übernommen.
2002 begann Liberty Media mit Comcast über die Anteile an QVC zu verhandeln. 2003 übernahm Liberty Media für 7,9 Milliarden US-Dollar den 57,4 %-Anteil von Comcast. Mit der Übernahme hält Liberty Media 98 % von QVC, den Rest hält das Management.

### AT&T Comcast

Logo von AT&T Comcast

Im Dezember 2001 gewann Comcast das Bietergefecht mit AOL Time Warner und Cox Communications um die Kabelfernsehsparte von AT&T. Die Übernahme hatte einen Gesamtumfang von 72 Milliarden US-Dollar:
- 47 Milliarden US-Dollar in 1,235 Milliarden neuer Aktien für die AT&T-Anteilseigner
- Die Schulden der Kabelfernsehsparte von 20 Milliarden US-Dollar
- Eine Wandelanleihe in Höhe von fünf Milliarden US-Dollar, die die Microsoft Corporation hielt.

An dem neuentstandenen Unternehmen haben AT&T einen Anteil von 53 % und Comcast von 47 %. Für die ehemaligen AT&T-Mitarbeiter wurde ein Pensionsfonds eingerichtet. Nach Abschluss der Übernahme, wurde Comcast in AT&T Comcast umbenannt. Als Auflage für die Zustimmung zum Zusammenschluss durch die FCC musste AT&T Comcast die Anteile an Time Warner Cable treuhänderisch verwalten lassen und innerhalb von fünfeinhalb Jahren veräußern.
Die neugeschaffene AT&T Comcast hatte im Pay-TV einen Marktanteil von 29 % und 27 Millionen Kunden in 41 Bundesstaaten.

### Adelphia
Gemeinsam mit Time Warner (für Time Warner ist dies die größte Übernahme seit der Übernahme von AOL) bot Comcast für den seit 2002 insolventen und unter Chapter 11 operierenden Kabelanbieter Adelphia.  Adelphia war in 31 Bundesstaaten als Kabelnetzbetreiber vertreten.
Das Gebot belief sich auf 18 Milliarden US-Dollar. Zugleich konnte Comcast auch der Auflage aus der Fusion mit der Kabelsparte von AT&T nachkommen, indem der Anteil an Time Warner Cable an Time Warner Entertainment verkauft wurde. Die Übernahme war sehr schnell abgelaufen. Keine zwei Wochen nach der Ankündigung der Übernahme wurde der Erfolg vermeldet. Time Warner und Comcast boten gemeinsam 17,6 Milliarden US-Dollar (12,7 Milliarden US-Dollar in bar, 4,9 Milliarden US-Dollar in Aktien).
Trotz der schnellen Einigung dauerte die Abwicklung der Übernahme und der Aufspaltung von Adelphia zwischen Time Warner Cable und Comcast bis 2007. Der Kundenstamm von Comcast wuchs durch diese Übernahme von 21,4 Millionen Kabelnutzern auf 23 Millionen.

### Comcast Center
2005 wurde bekannt, dass Comcast Ankermieter des von Liberty Property Trust und Commerz Leasing seit 2001 geplanten und ab 2005 im Bau befindlichen Comcast Centers in Philadelphia wird.
Das Gebäude wurde von Robert A. M. Stern entworfen. Comcast mietete für 15,5 Jahre mehr als 90 % der Bürofläche. Vom Comcast Center gibt es einen direkten Zugang zur Suburban Station, die von der SEPTA mit über 30 Linien bedient wird.

### Plaxo

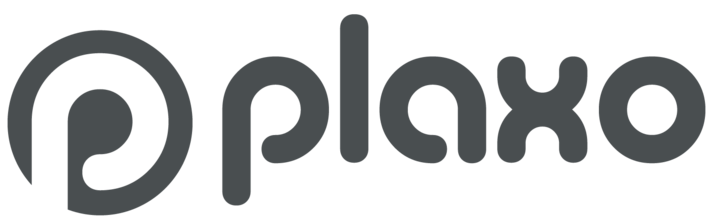
Logo von Plaxo

Einige Wochen vor der Bekanntgabe der Partnerschaft von Plaxo und Comcast wurde die Cloud-Anwendung SmartZone gestartet. Hierbei können die Comcast-Kunden ihre zentral gespeicherten Daten, wie E-Mail und Adressbuch, von einem beliebigen Endgerät abrufen. Bekanntgegeben wurde die Partnerschaft am 7. Mai 2007.
Schon ein Jahr später gab Comcast bekannt, dass Plaxo für 150 bis 170 Millionen US-Dollar übernommen werde.

### NBCUniversal

Logo von NBCUniversal

Anfang Dezember 2009 übernahm Comcast für rund 14 Milliarden US-Dollar (6,5 Milliarden in bar, die Kabelkanäle wurden mit einem Wert von 7,25 Milliarden US-Dollar veranschlagt) einen Anteil von 51 Prozent von NBC Universal, während der restliche Anteil bei der General Electric Corporation verblieb. Die Übernahme der Mehrheit von NBC Universal wurde am 18. Januar 2011 von der Federal Communications Commission (FCC) genehmigt. Am 28. Januar 2011 wurde die Übernahme umgesetzt und die unternehmerische Führung von Comcast übernommen. Gleichzeitig wurden die Kabelkanäle von der Comcast Corporation auf die neue NBCUniversal LLC. übertragen.
Mit der Übernahme von NBC Universal erlangte Comcast Zugriff auf den 32 %-Anteil an dem Videoportal Hulu. Als Auflage der Federal Communications Commission darf Comcast nicht direkt in das Management von Hulu eingreifen. Da Comcast Hulu als eine strategische Beteiligung betrachtet, wurde die Unternehmensführung an die beiden anderen Gesellschafter übertragen.
Am 12. Februar 2013 gab Comcast bekannt, von General Electric auch die restlichen 49 Prozent Anteile an NBC Universal zu übernehmen. Der vereinbarte Preis dafür lag bei rund 16,7 Milliarden US-Dollar, davon 11,4 Milliarden in bar. Das Geschäft sollte bis Ende des ersten Quartals 2013 durchgeführt sein. Die Übernahme war am 19. März 2013 vollzogen.

### Abgebrochene Übernahme von Time Warner Cable
Im Februar 2014 gab Comcast bekannt, den konkurrierenden Kabelnetzbetreiber Time Warner Cable übernehmen zu wollen, der gemessen an der Kundenzahl, der zweitgrößte Anbieter in den USA hinter dem Marktführer Comcast ist. Der Kaufpreis in Höhe von ca. 45 Milliarden US-Dollar sollte dabei in Form von Aktien gezahlt werden. Durch die Übernahme wäre der mit Abstand größte Kabelnetzbetreiber in den USA entstanden mit über 30 Millionen Kunden, der neben Kabelfernsehen auch Internetanschlüsse anbietet. Wegen der immensen Marktmacht des fusionierten Konzerns, der in Form von NBC Universal auch selbst als Medienunternehmen fungiert, wurde die Übernahme in den USA von verschiedenen Seiten kritisiert. Letztlich gab Comcast das Übernahmevorhaben aufgrund des Widerstands der Kartellbehörden auf.

### Übernahme von Sky plc.
Im September 2018 wurde bekannt, dass Comcast die Sky-Gruppe übernimmt. Die Übernahme erfolgte im Oktober 2018.
Seit September 2020 tragen die einzelnen Gesellschaften der sky Group den Namenszusatz „A Comcast Company“, sowie an der Fassade zusätzlich den Peacock, um die Zugehörigkeit zum Konzern nach außen hin sichtbar zu machen.

## Kennzahlen
| GJ   | Angestellte | Umsatz in Mio. US-$ | Bilanzgewinn in Mio. US-$ | Aktiva in Mio. US-$ |
| ---- | ----------- | ------------------- | ------------------------- | ------------------- |
| 2005 | 80.000      | 21.075              | 928                       | 103.400             |
| 2006 | 90.000      | 24.966              | 2.533                     | 110.405             |
| 2007 | 100.000     | 31.060              | 2.587                     | 113.417             |
| 2008 | 100.000     | 34.423              | 2.547                     | 113.017             |
| 2009 | 107.000     | 35.756              | 3.638                     | 112.733             |
| 2010 | 102.000     | 37.937              | 3.635                     | 118.534             |
| 2011 | 126.000     | 55.842              | 4.160                     | 157.818             |
| 2012 | 129.000     | 62.570              | 6.203                     | 164.971             |
| 2013 | 136.000     | 64.657              | 6.816                     | 158.813             |
| 2014 | 139.000     | 68.775              | 8.380                     | 159.186             |
| 2015 | 153.000     | 74.510              | 8.163                     | 166.574             |
| 2016 | 159.000     | 80.736              | 8.678                     | 180.500             |
| 2017 | 164.000     | 85.029              | 22.735                    | 187.462             |
| 2018 | 184.000     | 94.507              | 11.731                    | 251.684             |
| 2019 | 190.000     | 108.942             | 13.057                    | 263.414             |

## Kritik

### Kontroverse zur Netzwerk-Neutralität
Im Jahre 2007 ergriff Comcast netzwerkverzerrende Maßnahmen und sendete mit Hilfe von Sandvine Hardware-gefälschte TCP-RST-(reset)-Pakete, welche diverse Peer-to-Peer-Protokolle von Filesharing-Diensten störten. Betroffen war vor allem BitTorrent. Dies führte zu einer weitgehenden Störung der BitTorrent-Sendevorgänge bei Comcast-Nutzern. Diese Praxis musste Ende 2008 nach einem Gerichtsbeschluss offiziell aufgegeben werden.
Der deutsche Mitbegründer von Tutanota, Mathias Pfau, behauptet, dass sein E-Mail-Service für Comcast-Kunden für rund 18 Stunden zwischen dem 1. März und 2. März 2018 nicht verfügbar war. Er sagt: „Dieses Blockieren – ob bösartig oder zufällig – zeigt, wieviel Macht Internetserviceprovider über unsere Online-Erfahrung haben, und es ist schockierend“.